# Servicios 3G

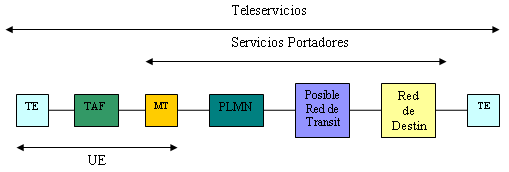
Tipos de servicios. Donde TAF es la Función de adaptador de terminal, MT es la terminación móvil y UE es el equipo del usuario.

Los servicios 3G son un conjunto de actividades que buscan satisfacer las necesidades de usuarios de telefonía móvil de tercera generación. 

## Servicios portadores

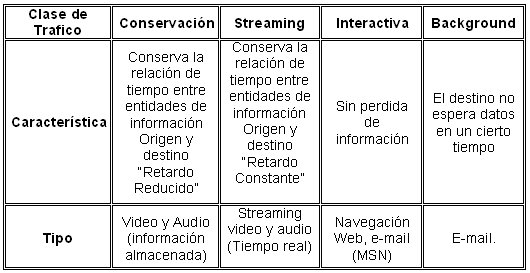

Se realiza a nivel de la capa 1 y 2 del modelo OSI. En este nivel se garantiza los siguientes aspectos:
- QoS: calidad de servicio, es la encargada de controlar calidad de servicio, donde se define con claridad el control de tráfico que se transmite, control de admisión, etc. Todo el control se realiza de extremo a extremo.
- RAB: servicio portador de acceso a radiofrecuencia, es la encargada de evaluar que clase de tráfico que se está transmitiendo, la velocidad máxima de transferencia en una transmisión, así mismo la velocidad garantizada para dicha transmisión, la tasa de error (BER), el retardo entre otros factores. El servicio de portador lo conforman el acceso a radio (mediante radioenlace) y el núcleo de la red (Fibra Óptica)
- Servicios portadores basados en conmutación de circuitos: constan de servicios de información no restringida que permite transferir un patrón digital de bits sobre un canal digital, en servicios de audio de 3.1 kHz usada para la interconexión PSTN y RDSI, se caracteriza por: conexión bajo demanda, simétrica, modo por circuitos y punto a punto.
- Servicios portadores basados en conmutación de paquetes: es un servicio que se basa en IP (cabeceras y enrutamiento), que permite multicast (punto-punto, punto-multipunto, multipunto-multipunto), es asimétrica.

## Tele-servicios
Son un conjunto de servicio que hacen uso de los servicios portadores. En esencia se podría decir que es los diferentes tipos de tráfico que viaja a través de los servicios portadores o como se mencionó hacen uso de los mismos.
Algunos ejemplos de tele-servicios son los tonos de frecuencia, las llamadas de emergencia, los SMS, el tráfico IP, el QoS, el SSL, los mensajes multimedia y otros.

## Servicios suplementarios
Son el conjunto de servicios extra que se puede ofrecer, pero que no son necesariamente los servicios básicos, sino que son como un adicional y que le dan un valor agregado al servicio final que sería la voz a través de llamadas. Algunos de los servicios suplementarios son el desvío de llamadas, las casillas de voz, la información de promociones y otras.
- Datos: Q6126166